# Przylądek Świętego Mateusza
Przylądek Świętego Mateusza (fr. Pointe Saint-Mathieu, br. Lok Mazé) – przylądek leżący w zachodniej Francji. Stanowi zakończenie Półwyspu Bretońskego. W 1512 roku niedaleko przylądka miała miejsce bitwa morska pod Saint-Mathieu. Od 1885 roku na przylądku funkcjonuje latarnia morska o wysokości 37 m.